# Campeonato da Europa de Atletismo de 2012 - 10000 m feminino
A prova dos 10000 metros feminino do Campeonato da Europa de Atletismo de 2012 foi disputada no dia 1 de julho de 2012 no Estádio Olímpico de Helsinque em Helsinque,  na Finlândia. 

## Recordes
Antes desta competição, os recordes mundiais e do campeonato nesta prova eram os seguintes:
|                       | Nome              | Nacionalidade | Tempo     | Local   | Data                  |
| --------------------- | ----------------- | ------------- | --------- | ------- | --------------------- |
| Recorde mundial       | Wang Junxia       | China         | 29m31s78  | Pequim  | 8 de setembro de 1993 |
| Recorde do campeonato | Paula Radcliffe   | Reino Unido   | 30m01s 09 | Munique | 8 de agosto de 2002   |
| Recorde europeu       | Elvan Abeylegesse | Turquia       | 29m56s34  | Pequim  | 15 de agosto de 2008  |

## Medalhistas
| Ouro                  | Prata              | Bronze             |
| Ana Dulce Félix (POR) | Joanne Pavey (GBR) | Olha Skrypak (UKR) |

## Cronograma
Todos os horários são locais (UTC+3).
| Data       | Hora  | Evento |
| ---------- | ----- | ------ |
| 1 de julho | 15:25 | Final  |

## Resultados
| Posição           | Atleta                  | Nacionalidade | Tempo    | Notas           |
| ----------------- | ----------------------- | ------------- | -------- | --------------- |
| Medalha de ouro   | Ana Dulce Félix         | Portugal      | 31:44.75 |                 |
| Medalha de prata  | Joanne Pavey            | Grã-Bretanha  | 31:49.03 |                 |
| Medalha de bronze | Olha Skrypak            | Ucrânia       | 31:51.32 | NUR             |
| 4                 | Fionnuala Britton       | Irlanda       | 32:05.54 |                 |
| 5                 | Sabrina Mockenhaupt     | Alemanha      | 32:16.55 |                 |
| 6                 | Charlotte Purdue        | Grã-Bretanha  | 32:28.46 |                 |
| 7                 | Ana Dias                | Portugal      | 32:35.82 |                 |
| 8                 | Elena Romagnolo         | Itália        | 32:42.31 |                 |
| 9                 | Gemma Steel             | Grã-Bretanha  | 32:46.32 |                 |
| 10                | Leonor Carneiro         | Portugal      | 33:05.92 | Recorde pessoal |
| 11                | Lidia Rodríguez         | Espanha       | 33:09.53 |                 |
| 12                | Tetyana Holovchenko     | Ucrânia       | 33:18.15 |                 |
| 13                | Marta Silvestre         | Espanha       | 34:21.24 |                 |
| 14                | Patricia Morceli Bühler | Suíça         | 34:24.82 |                 |
| 15 !              | Nadia Ejjafini          | Itália        | DNF      |                 |
| 15 !              | Krisztina Papp          | Hungria       | DNF      |                 |

Legenda
| Recorde mundial       | Recorde mundial (World record)               |                       | Recorde africano                      | Recorde africano (African) |                                           | Q | Classificado por posição (Qualified) |
| Recorde do campeonato | Recorde do campeonato (Championship record)  | Recorde da América    | Recorde da América (Americas)         | q                          | Classificado por melhor tempo (Qualified) |   |                                      |
| Melhor marca do ano   | Melhor marca do ano (World leading)          | Recorde asiático      | Recorde asiático (Asian)              | DNS                        | Não largou (Did not start)                |   |                                      |
| Recorde nacional      | Recorde nacional (National record)           | Recorde europeu       | Recorde europeu (European)            | DNF                        | Não terminou (Did not finish)             |   |                                      |
| Recorde pessoal       | Recorde pessoal do atleta (Personal best)    | Recorde da Oceania    | Recorde da Oceania (Oceania)          | DSQ / DQ                   | Desclassificado (Disqualified)            |   |                                      |
| Recorde da temporada  | Recorde da temporada do atleta (Season best) | Recorde sul-americano | Recorde sul-americano (South America) | NM                         | Sem marca (No mark)                       |   |                                      |